# Szczodrzeniec zmienny
Szczodrzeniec zmienny (Chamaecytisus albus (Hacq.) Rothm.) – gatunek roślin należący do rodziny bobowatych. Pochodzi z południowej, środkowej i wschodniej części Europy oraz Turcji. W Polsce jest rzadki i występuje tylko w okolicach Hrubieszowa.

## Morfologia

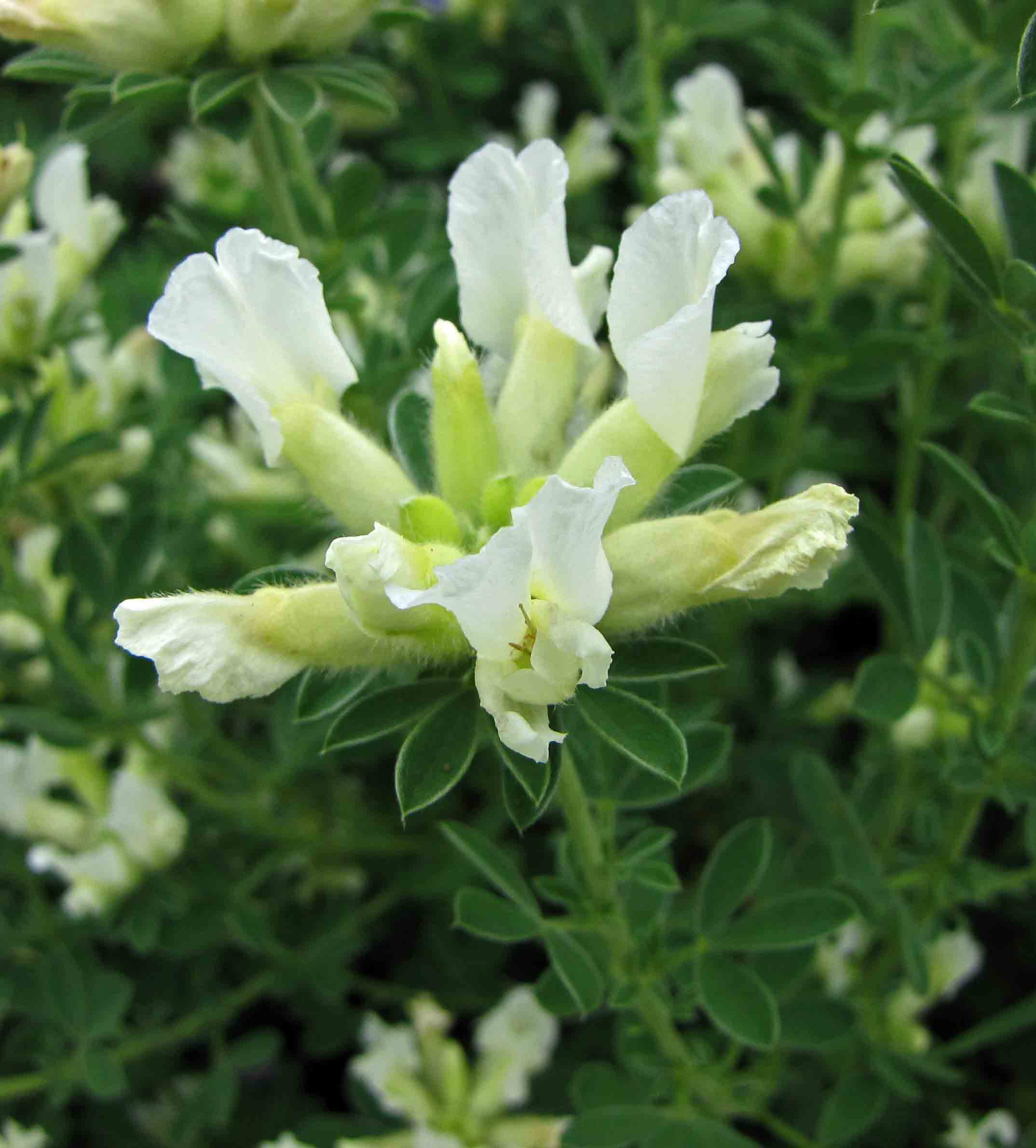
Kwiatostan

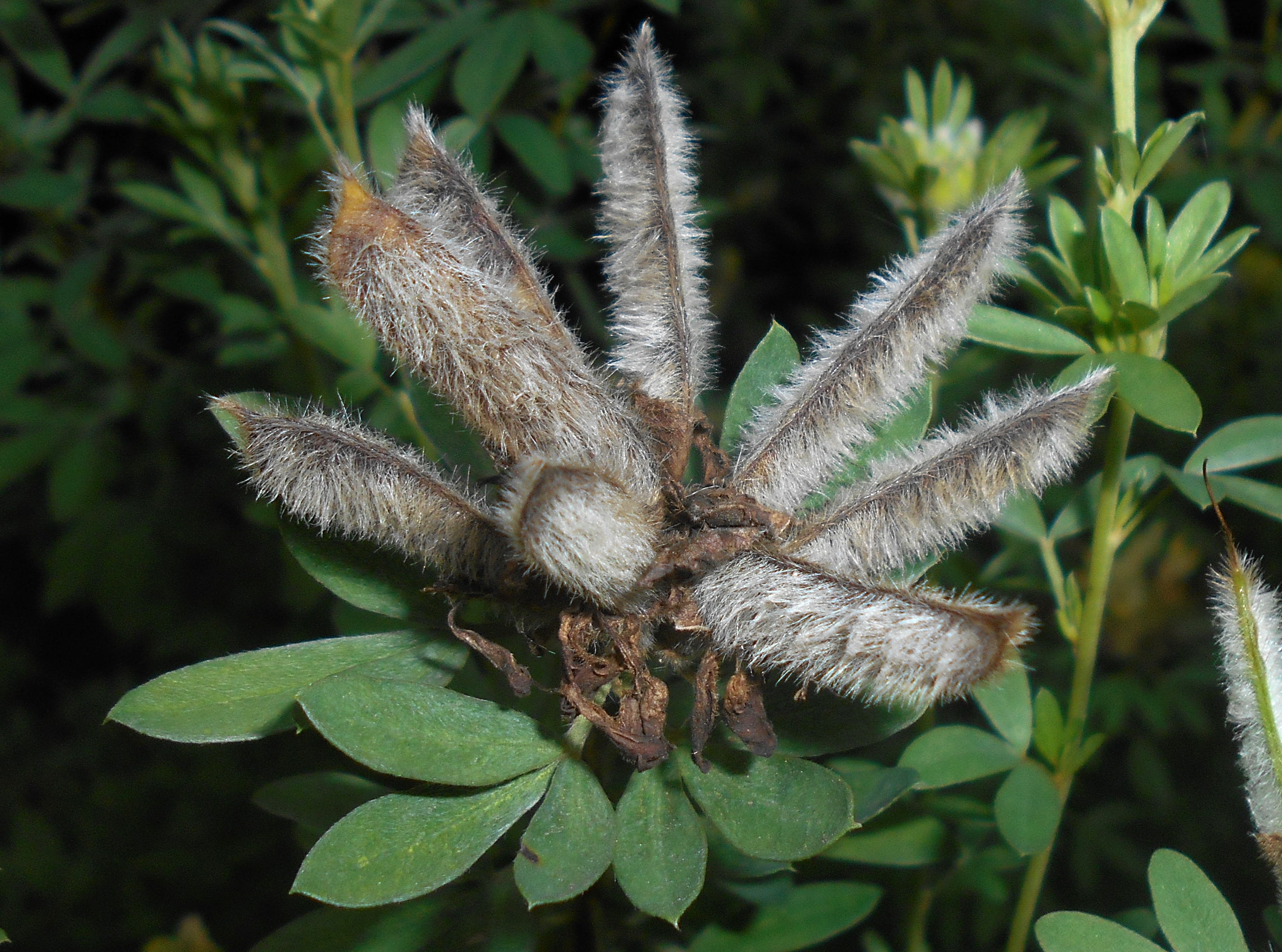
Owoce

PokrójKrzew do 70 cm wysokości, srebrzystoszaro owłosiony.
LiściePodłużnie odwrotnie jajowate, 3–4 razy dłuższe niż szersze.
KwiatyKielich o długości 11–13 mm, korona o długości ok. 20 mm, biała, białożółta lub siarkowożółta; kwiaty skupione w główki.

## Biologia i ekologia
Krzew. Rośnie na zboczach lessowych. Kwitnie od maja do lipca. Gatunek charakterystyczny rzędu Festucetalia valesiacae.

## Zagrożenia i ochrona
Roślina objęta w Polsce ochroną ścisłą.
Kategorie zagrożenia gatunku:
- Kategoria zagrożenia w Polsce według Czerwonej listy roślin i grzybów Polski (2006)[7]: R (rzadki, potencjalnie zagrożony); 2016: CR (krytycznie zagrożony)[8].
- Kategoria zagrożenia w Polsce według Polskiej czerwonej księgi roślin[9]: EN (endangered, zagrożony).